# Antônio Bento de Faria
Antônio Bento de Faria (Rio de Janeiro, 4 de fevereiro de 1876 — Rio de Janeiro, 4 de outubro de 1959) foi um advogado, jornalista, escritor e magistrado brasileiro.
Filho de José Bento de Faria e Francisca Leite de Faria, formou-se na Faculdade Livre de Direito do Rio de Janeiro, em 1895.
Auxiliou Floriano Peixoto durante a Revolta da Armada, sendo por isso nomeado alferes, sendo depois promotor público, chefe de polícia, juiz e advogado com banca própria, além de jornalista.
Nomeado ministro do Supremo Tribunal Federal em 1925 por Artur Bernardes, foi sucessor de Sebastião Eurico Gonçalves de Lacerda. Exerceu a presidência da Suprema Corte no triênio 1937 a 1940.